# 飯田哲也 (野球)
飯田 哲也（いいだ てつや、 1968年5月18日 - ）は、東京都調布市出身の元プロ野球選手（外野手、内野手、捕手）・野球指導者・野球解説者、野球評論家。マネジメント会社は 株式会社レガシージャパン。

## 経歴

### プロ入り前
水道工事に従事していた父親の元、二人兄弟の長男として育つ。父親も元々は野球をして、母親もバレーボールをしていたこともあって、本人もスポーツが得意だったと話す。小学校低学年のころから野球をして遊び、後楽園球場で見た王貞治や張本勲のプレーに感動してプロ野球選手になる事を決意した。小学校4年生の時に上の原メンパースに入団し、投手として本格的に野球を始めた。調布市立神代中学校でも投手をつとめ、3年時には市大会で優勝している。都内の強豪である日大三高や帝京高校への進学も目指したが、中学の野球部顧問と小枝守監督が日大の同級生だった縁もあり、設備や環境に惹かれて千葉県の拓大紅陵高校に入学。
拓大紅陵高では同級生に佐藤幸彦、2学年先輩に小川博文、2学年後輩に高橋憲幸と和田孝志がいて、学校も野球部の強化に注力していた。入学後は外野手となり、さらに2年になると50m6秒1の俊足と遠投100m以上の強肩という身体能力に注目して捕手にコンバートされた。1986年の3年次には春夏続けて甲子園に出場。第58回選抜高等学校野球大会では本塁打を放ち、守備でも1イニングで3補殺を記録する など5番・捕手として活躍している。千葉大会決勝では後にヤクルトの同期となる土橋勝征を擁する印旛高校を破り、第68回全国高等学校野球選手権大会では優勝候補に挙げられる も、3回戦で長谷川滋利を擁する東洋大姫路に0-1で敗れた。
同学年の捕手の中では、鷹巣農林高校の中嶋聡や西日本短大付属高校の青柳進と並んで飯田はドラフト指名候補として注目を集めていた。同年のドラフトでヤクルトは中嶋の指名を予定していたが、阪急が3位で中嶋を指名したため直後に4位で飯田を指名し、ヤクルトへの入団が決まった。身体能力の高さと器用な点を評価していたという。契約金は2,800万円、年俸は320万円（金額はいずれも推定）だった。なお本人は12球団とも指名OKの態度を示していたが、もし指名されなかった場合は、既に内定をもらっていたNTT関東硬式野球部に進む予定だったという。

### プロ入り後

#### ヤクルト時代
入団当初は八重樫幸雄が正捕手だったため、飯田は2番手捕手の座を狙っていた。
1988年オフにはアメリカへ野球留学に行き、マイナーリーグの若手選手のハングリー精神に感銘を受けた。
1989年に初の一軍昇格を果たし、4月12日に代走で初出場する。この年は関根潤三監督により代走および捕手として起用され、22試合に出場した。
同年オフには野村克也が監督に就任する。野村は監督就任直後に『週刊ベースボール』の取材に対して「秦では、自由に走られてしまう」として、若く強肩の飯田を正捕手に育て秦真司を三塁へコンバートする意向を示していた。こうして、秦や中西親志に加え、ドラフトで指名された新人の古田敦也らと9人で正捕手の座を争うことになったが、野村が入院中のため不在だった西都での秋季キャンプで、野村の代理として総指揮を執った高畠康真コーチが飯田の身体能力を非常に高く評価したこともあって、翌年春のユマキャンプに一軍メンバーとして参加し、二塁送球のタイムトライアルでは古田に次ぐ2位のタイムを記録する強肩をアピールした。
野村は自著で、自分がこのユマキャンプで飯田の適性を見出し、飯田に「俊足は親からもらった財産や。捕手をやると必ず足が遅くなる。立ったり座ったり屈伸運動を繰り返すからや。かく言うオレもプロ入り当初は俊足やった。捕手が好きじゃなきゃ、そのミットをオレが買ってやる」「2個で4万円でどうや。その代金で内野手用のグラブを買ったらいい」と言って捕手を諦めさせたと主張していたが、飯田本人は「春季キャンプで僕のキャッチャーミットを取り上げたという話があります。本の中には、ミットをいくらで下取りに出したとか書かれていますが……。もはや伝説のように語られている話ですけど、実はこれ、本当のことではありません。キャンプ中は捕手としてのメニューをこなしていましたし、下取りと言われてもお金ももらってませんから」と語っており、これを明確に否定している。
1990年はオープン戦でドウェイン・マーフィーが故障すると飯田は中堅手として出場し、続いて池山隆寛が怪我をすると遊撃手でも2試合出場するなど目まぐるしくポジションが変わり、開幕後は捕手登録でベンチ入りしている。しかし、4月21日の広島戦で2打席2三振の笘篠賢治の代打としてプロ初本塁打を打つとそのまま練習したこともない二塁手の守備に就いた（ただし、実は開幕2戦目の巨人戦で延長12回から二塁を守っている）。外野手用グラブしかなかったため丸山完二守備走塁コーチから練習用グラブを借りるほど急な出場だったが、次の試合から先発出場となり、シーズンを通じて二塁手のレギュラーに定着し29盗塁を記録している。
1991年、外野手として起用を予定していた新入団のジョニー・レイが二塁手での出場にこだわったため、飯田は急遽中堅手にコンバートされた。すると飯田は転向直後から「天職」と呼ばれるほどの巧みな外野守備 を見せ、この年から1997年まで7年連続でゴールデングラブ賞を受賞している。また、打撃でも開幕からスタメンで1番に入ると2試合で8打数6安打という好調なスタートを切り、1番打者に定着した。
1992年は柳田浩一や橋上秀樹と競争して 1番打者の座を勝ち取ると、4月26日の広島戦で25年ぶりとなる初回先頭打者ランニング本塁打を放ち、8月4日の阪神タイガース戦では仲田幸司の投球時に単独でのホームスチールを決める などスピードに磨きがかかり、5月からシーズン終了まで27連続盗塁のセリーグ記録を樹立して最終的に33盗塁で盗塁王を獲得。これらの活躍でチームの14年ぶりのリーグ優勝に貢献し、初のベストナインにも選出された。同年の日本シリーズではシリーズ打率.367と活躍して優秀選手賞を受賞した一方、第7戦の7回表2死一、二塁の場面で打席に投手の石井丈裕を迎えて浅く守り、結果として右中間への打球に触れながら同点タイムリーとなった事を悔しがっている。シリーズ後に出場した日米野球では2年目の渡米時に面識のあったシェーン・マックやカルロス・バイエガとの対戦を楽しんだ が、第4戦で本塁突入の際に右肩を脱臼して靭帯も切り、手術を受けている。契約更改で年俸が約3倍増の6,050万円（推定）に増加した。
1993年は周囲の予想を上回る早期回復 で開幕戦の先発出場を果たしたものの、打撃が安定せず後半戦に入っても城友博らとの併用が続き、チームも1番打者を固定できずに苦しんだ。同年は打率.216、11盗塁に終わっている。しかし日本シリーズではシリーズ通算打率.400と息を吹き返し、守備の面でも第4戦8回表にダイレクトのバックホームで二塁走者の生還を阻止する好プレー（後述）を見せ、優秀選手賞を獲得した。
1994年は中堅手のレギュラーの座を奪回し、打率.290、30盗塁の成績でオフには年俸が2,500万円増の8,500万円（推定）となった。
1995年は4月8日の開幕第2戦に桑田真澄から受けた死球の影響で打撃不振に陥りシーズン打率は.253に終わったが、全試合出場が評価されて年俸は9,500万円（推定）に増加している。なお、9月30日の神宮球場での対読売ジャイアンツ戦でテリー・ブロスが9回2死松井秀喜を外野フライに打ち取った打球をキャッチし、リーグ優勝が決定した。同年の日本シリーズは第1戦の初回に四球で出塁すると中嶋を相手に盗塁を決め、2回の第2打席では先制タイムリーを放つなど初戦の勝利に貢献したが、シリーズ打率は.261と初めて3割を切っている。
1996年はヒザと足首を痛め、盗塁数は13と大きく減った。
1997年はケガを治してシーズンを迎えたが、7月1日の対巨人戦で内野ゴロを打った際に一塁手の清原和博と接触して左ヒザを打撲した。過去にも痛めた箇所であったことから飯田は不安になり出場に消極的な態度を示したが、そのために怪我を軽傷と見ていた野村の怒りを買って二軍に落とされた。代わりに中堅手に入った真中満が4割近い打率を記録したこともあって一軍復帰は遅れたが、8月8日の復帰後は打撃好調で最終的には打率3割を記録しリーグ優勝に貢献した。しかし優勝決定後の10月11日の対広島戦でスライディングで帰塁した際に左肩甲骨を骨折したたため、同年の日本シリーズには出場できなかった。オフには自身最高となる年俸1億2,500万円（推定）で契約更改し、古田に次ぐチーム2位の高年俸となっている。
1998年は4月23日の対中日戦で左手小指に第二関節脱臼をともなう剥離骨折を負い、5年ぶりに規定打席に到達できなかった。この年にフリーエージェントの権利を獲得し、年俸は20%ダウンの1億円となったが再契約金5,000万円が支払われ、5年間という長期の複数年契約を結んでいる。以降の数年は自身の度重なるケガや真中ら他の外野手の台頭もあって出場機会が減少。
2001年になると右投手相手の場合はベンチスタートが多かったが、試合終盤に中堅手の真中がアレックス・ラミレスに代わって左翼手に入り飯田が中堅の守備に就くなど、守備能力は高く評価され続けていた。
2002年は開幕直後に左ひざ後十字靱帯を痛めて33試合の出場に終わり、野球協約を超える50%減の年俸5,000万円で契約更改した。一方で、1994年から神宮球場に「飯田シート」を設けて毎試合20人、のべ17,000人以上の少年を自費で観戦に招待した功績により、11月22日にゴールデンスピリット賞を受賞している。
2004年にわずか3試合の出場にとどまると、チームの戦力構想から外れた。指導者への誘いもなく他球団での現役続行を希望、新規参入した東北楽天ゴールデンイーグルスに引退後のコーチ就任を条件として無償トレードで移籍した。

#### 楽天時代
楽天では二軍生活も長かったが、一軍では2年間で通算.307の高打率を残した。2006年9月16日の対ソフトバンク戦では、8回表1死の場面でそれまで無得点に抑えられた和田毅から同点ソロ（自身最後の本塁打となった）を放って引き分けに持ち込み、同月24日の対西武戦では、途中出場ながら2本の適時打を放って勝利に導く等、終盤の上位チームの優勝戦線を掻き乱す活躍も光った。創設直後で練習環境も不十分な楽天にあって、若い選手達に自身の経験を伝える役割を担っていた。再びコーチ就任の誘いを受け、野村の勧めもあって2006年限りで現役引退を決意。10月1日のロッテ戦（フルキャストスタジアム宮城）で同じく引退を表明したカツノリと共に引退試合が行われ、自身は1番・中堅手で先発出場。7回裏の最終打席では遊ゴロに終わった。なお、9回裏2死からネクストバッターズサークルで控えている際に前の打者リックから「飯田さん、（もう一度打席に立てるように）がんばるから」と声をかけられ、号泣している（リックは二ゴロに倒れて試合終了となった）。試合後の引退セレモニーではファンや関係者らに感謝を伝えた。

### 現役引退後
2007年より古巣・ヤクルトの二軍外野守備・走塁コーチに就任。　

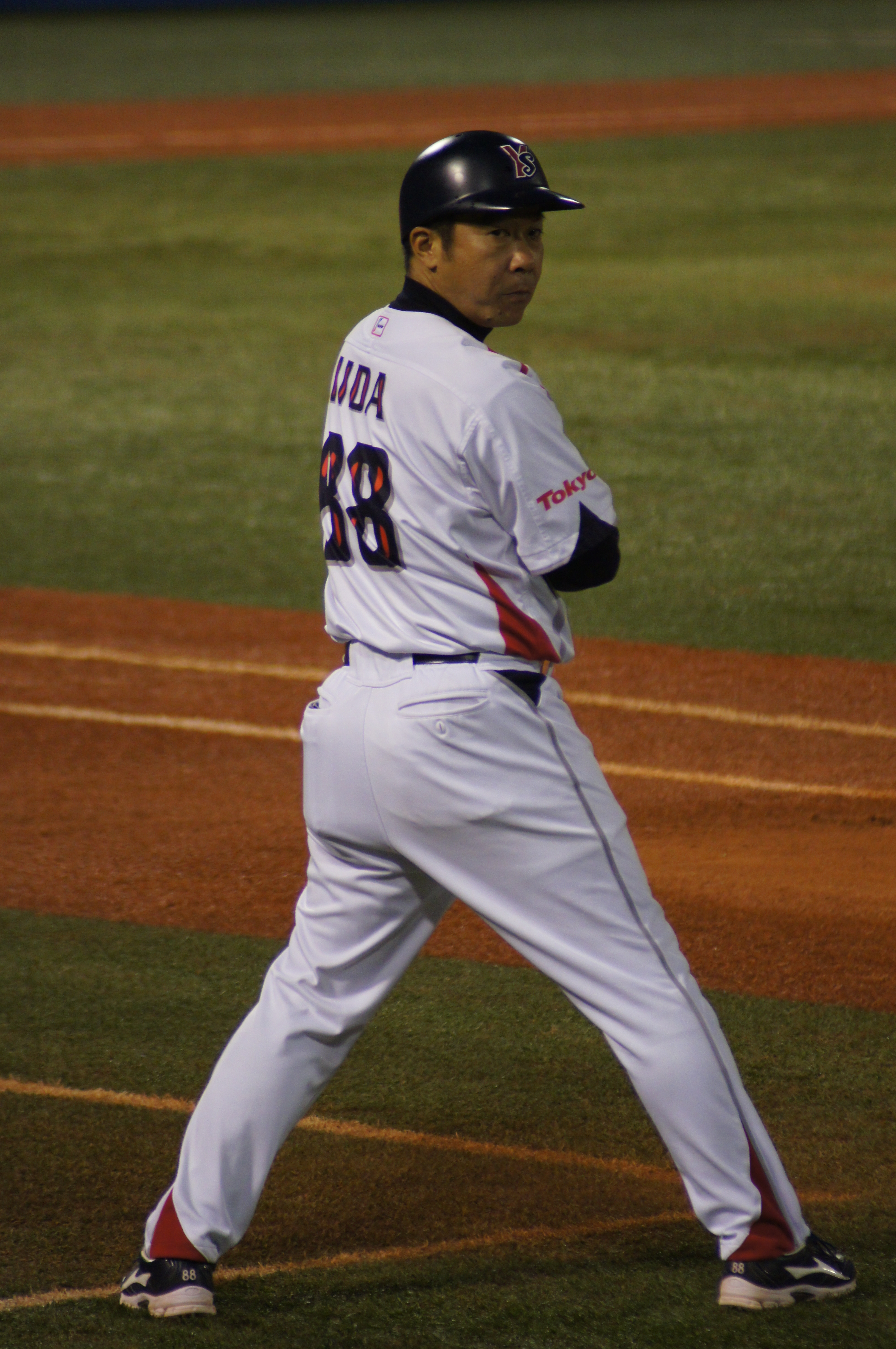
東京ヤクルトスワローズでのコーチ時代
(2012年10月7日)

2008年より一軍の守備・走塁コーチとなっている。
2011年12月9日、野球殿堂入り候補者名簿・プレーヤー部門に掲載される。
2013年10月9日に、コーチ契約期間の満了でヤクルトを退団することが発表された。
2014年は、ニッポン放送の野球解説者を務める。
2015年より福岡ソフトバンクホークスの一軍外野守備・走塁コーチ就任が決まった。
2016年10月28日より二軍打撃コーチを担当。
2019年より三軍外野守備走塁コーチを担当する。同年10月7日、今季限りで退団することが発表された。
2020年からは、TBSチャンネル、BS-TBS、Paravi、DAZN、Full-Count の野球解説者を務める。また、2月7日に学生野球の指導資格を回復し、母校・拓大紅陵高校の野球部非常勤コーチに就任。2021年からは東北放送・MXテレビの解説者としても活動する。
探偵!ナイトスクープ『亡き父にそっくりな飯田選手とキャッチボール』に出演したことがある。

## 選手としての特徴
俊足強肩の1番打者、中堅手としてヤクルトの5回のリーグ優勝に大きく貢献した。またヤクルト時代は「トリプルスリーも可能だし、ヤクルトのイチローになれる」と松井優典コーチに潜在能力を高く評価されていた。飯田はケン・グリフィー・ジュニアに憧れ、打撃だけでなく守備・走塁でも魅了する選手を理想としていた。とことん努力したのは30歳からで、それまでは野球への取り組み方に厳しさが足りなかったと引退後に述懐している。

### 打撃
ミートを得意とし、速球に対してはノーステップ打法で対応する事もあった。バットは33.5インチ（85.9cm）で重さ920gと930gのものを使用している。トップバッターとして出塁のため、簡単に打ち上げずにゴロを打つバッティングを心がけた。

### 走塁
ウエートトレーニングや短距離ダッシュによって、持ち味である素早さとシャープさを鍛えていた。本人曰く、50m走のタイムは6秒くらいであり、また自分より速い人はいっぱいいるが、それを生かせるかどうかが一流かそうでないかの差になると語っている。『スポーツマンNo.1決定戦』（TBS系列）の第1回プロスポーツマン大会のDASH（50メートル走）では6秒29を記録しNo.1に輝いているが、床の上で出したこの記録は陸上競技用スパイクを履けば5秒台に相当するという。第2回プロスポーツマン大会でも飯田が6秒26と記録を更新し、2連覇。第3回プロスポーツマン大会でも予選で6秒25、準決勝で6秒14を記録したが、3連覇はならなかった。バッテリーに盗塁を警戒されていたため、セットポジションに入った投手の体が少しでも動いたらスタートを切る感覚だったという。また、クセや投球リズムを読んでフライング気味にスタートする事もあった。盗塁では数より成功率にこだわり、それ以外の走塁でも併殺崩れの間に2塁から一気に生還するなど次の塁を常に狙う姿勢があった。

### 守備
1994年から1996年までセ・リーグのレンジファクター1位の外野手であり、数年間限定であれば近年の守備ナンバーワン外野手という意見もある。
中堅手としての守備力は日本トップクラスで、中堅手で7年連続のゴールデングラブ賞は、セリーグでは山本浩二の10年連続に次ぐ史上2位の記録である（2010年現在）。外野コンバート後は屋鋪要のアドバイスに従って打撃練習の際にも守備を練習し、生きた打球に多く触れる事で投球コースによって打球を予測できるようになったという。外野守備に際しては弱い打球が安打にならないよう、浅めの守備位置についていた。
また守備範囲も広く、1990年代半ばに神宮球場の外野フェンスに金網が設置されるまでは、フェンスに駆け上がるキャッチも持ち味としていた。外野フェンスを利用し、いわゆる三角飛びでホームランボールをキャッチした事もあった。送球については捕手時代の経験が活かされており、捕球からワンステップで腕をコンパクトに振って素早く投げ、コントロールも良かった。タイミングが際どい時はノーバウンドで返球し、距離が遠い場合や芝が濡れている時はワンバウンドが速くなると判断するなど、状況判断を大事にしている。なお1990年に二塁手を務めていたときはチームの併殺数が減り、遊撃手の池山隆寛に怒られることもしばしばだったという。
1993年の日本シリーズ第4戦に70m近いダイレクトのバックホームで二塁走者の生還を阻止したプレーは特に有名で、飯田も生涯での守備のベストプレーに挙げている。このプレーはヤクルト1点リードの8回表2死で走者一、二塁の場面で、二塁走者は俊足の笘篠誠治、打者は鈴木健という状況だった。ベンチからは後ろに下がるよう指示があったが、終盤で勝負をかける場面であり逆風が強いことから、自身の判断で浅めの守備位置についていたという。ワンバウンドした打球を捕って即座に投げ、70m近い距離での補殺を成功させた。

## 身体能力
オフに出場した『スポーツマンNo.1決定戦』では第1回を含めて2回優勝している。跳び箱企画などで同番組と関わった監物永三は、飯田のこの様子を見て「体操選手になっていれば間違いなく世界一になった」「20年に一人現れるかどうかの逸材」と絶賛した。

### スポーツマンNo.1決定戦
前述の通り、飯田は『スポーツマンNo.1決定戦』（TBS系列）に5回出場し、第1回、第5回大会の2回総合No.1になった他、計4回総合上位入賞を果たしている。第1回は、本人によれば「本来は古田敦也にオファーされていたが、古田が『僕よりももっとすごいヤツがいる』として（飯田を）推薦した」とのことで、事実上「古田の代理」扱いだった。その第1回で総合優勝したことで世間にも「跳び箱の人」として認識されるようになり、第2回ではギャラが倍以上に跳ね上がった。2022年現在も、街を歩いてるとたまに「跳び箱の人ですよね？」と声をかけられるという。
プロスポーツマン大会初出場で孤独な状態で黙々と全競技に挑み続けたケイン・コスギに魅せられ、ケインに飛び込み方を伝授し、その成果を発揮させた男でもあり、第6回大会でもケインにアドバイスを送る場面もみられた。第12回大会に当時同じ楽天の選手だった森谷昭仁のコーチ役として久々にコロッセオに訪れ、SHOT-GUN-TOUCHで、青木宣親が世界新記録達成する瞬間を目の当たりにした。（その際、SHOT-GUN-TOUCH初挑戦だった青木は成功を重ねるもコツが中々掴めず飯田に相談し、飯田は青木にアドバイスを送る場面も見られた）その他、番組を契機に武田修宏/河口正史らと親交を結び、2022年現在も連絡を取り合う仲が続いている。
プロスポーツマン大会
| 大会      | 放送日       | 総合順位 |
| --------- | ------------ | -------- |
| 第1回大会 | 1995年1月1日 | No.1     |
| 第2回大会 | 1996年1月2日 | 7位      |
| 第3回大会 | 1997年1月2日 | 10位     |
| 第5回大会 | 1999年1月1日 | No.1     |
| 第6回大会 | 2000年1月1日 | 4位      |

## 詳細情報

### 年度別打撃成績
| 年 度      | 球 団      | 試 合 | 打 席 | 打 数 | 得 点 | 安 打 | 二 塁 打 | 三 塁 打 | 本 塁 打 | 塁 打 | 打 点 | 盗 塁 | 盗 塁 死 | 犠 打 | 犠 飛 | 四 球 | 敬 遠 | 死 球 | 三 振 | 併 殺 打 | 打 率 | 出 塁 率 | 長 打 率 | O P S |
| ---------- | ---------- | ----- | ----- | ----- | ----- | ----- | -------- | -------- | -------- | ----- | ----- | ----- | -------- | ----- | ----- | ----- | ----- | ----- | ----- | -------- | ----- | -------- | -------- | ----- |
| 1989       | ヤクルト   | 22    | 11    | 9     | 5     | 1     | 1        | 0        | 0        | 2     | 0     | 1     | 1        | 1     | 0     | 1     | 0     | 0     | 5     | 0        | .111  | .200     | .222     | .422  |
| 1990       | ヤクルト   | 117   | 484   | 441   | 69    | 123   | 15       | 6        | 6        | 168   | 33    | 29    | 16       | 8     | 1     | 28    | 0     | 6     | 66    | 5        | .279  | .330     | .381     | .711  |
| 1991       | ヤクルト   | 107   | 338   | 298   | 39    | 72    | 8        | 3        | 4        | 98    | 26    | 15    | 8        | 9     | 4     | 27    | 0     | 0     | 51    | 2        | .242  | .301     | .329     | .630  |
| 1992       | ヤクルト   | 125   | 574   | 521   | 69    | 153   | 24       | 8        | 7        | 214   | 42    | 33    | 4        | 9     | 2     | 39    | 3     | 3     | 83    | 5        | .294  | .345     | .411     | .756  |
| 1993       | ヤクルト   | 103   | 279   | 244   | 35    | 53    | 7        | 2        | 2        | 70    | 21    | 11    | 3        | 7     | 2     | 26    | 4     | 0     | 49    | 4        | .217  | .290     | .287     | .577  |
| 1994       | ヤクルト   | 117   | 503   | 458   | 57    | 133   | 19       | 4        | 3        | 169   | 37    | 30    | 14       | 6     | 4     | 34    | 0     | 1     | 54    | 6        | .290  | .338     | .369     | .707  |
| 1995       | ヤクルト   | 130   | 582   | 522   | 78    | 132   | 19       | 7        | 7        | 186   | 31    | 35    | 8        | 7     | 3     | 46    | 2     | 4     | 74    | 8        | .253  | .317     | .356     | .673  |
| 1996       | ヤクルト   | 105   | 461   | 424   | 62    | 123   | 19       | 3        | 6        | 166   | 37    | 13    | 9        | 11    | 2     | 23    | 2     | 1     | 66    | 4        | .290  | .327     | .392     | .719  |
| 1997       | ヤクルト   | 108   | 464   | 421   | 62    | 129   | 15       | 7        | 3        | 167   | 37    | 26    | 10       | 11    | 3     | 23    | 1     | 6     | 43    | 4        | .306  | .349     | .397     | .746  |
| 1998       | ヤクルト   | 96    | 317   | 286   | 41    | 81    | 11       | 1        | 1        | 97    | 28    | 9     | 4        | 7     | 1     | 21    | 1     | 2     | 35    | 6        | .283  | .335     | .339     | .674  |
| 1999       | ヤクルト   | 72    | 136   | 124   | 16    | 26    | 5        | 0        | 0        | 31    | 3     | 11    | 0        | 2     | 0     | 9     | 1     | 1     | 22    | 3        | .210  | .269     | .250     | .519  |
| 2000       | ヤクルト   | 102   | 219   | 190   | 31    | 48    | 7        | 1        | 4        | 69    | 15    | 7     | 6        | 7     | 0     | 21    | 2     | 1     | 41    | 1        | .253  | .330     | .363     | .693  |
| 2001       | ヤクルト   | 105   | 212   | 187   | 32    | 55    | 10       | 0        | 1        | 68    | 9     | 6     | 1        | 6     | 1     | 18    | 0     | 0     | 31    | 3        | .294  | .354     | .364     | .718  |
| 2002       | ヤクルト   | 33    | 60    | 58    | 8     | 11    | 1        | 0        | 0        | 12    | 2     | 1     | 1        | 0     | 1     | 1     | 0     | 0     | 14    | 2        | .190  | .200     | .207     | .407  |
| 2003       | ヤクルト   | 66    | 180   | 156   | 26    | 41    | 8        | 0        | 3        | 58    | 17    | 3     | 2        | 8     | 1     | 15    | 0     | 0     | 31    | 2        | .263  | .326     | .372     | .698  |
| 2004       | ヤクルト   | 3     | 11    | 10    | 0     | 1     | 0        | 0        | 0        | 1     | 1     | 0     | 0        | 0     | 0     | 0     | 0     | 1     | 4     | 0        | .100  | .182     | .100     | .282  |
| 2005       | 楽天       | 54    | 136   | 127   | 11    | 42    | 4        | 0        | 0        | 46    | 15    | 2     | 3        | 4     | 1     | 4     | 0     | 0     | 18    | 5        | .331  | .348     | .362     | .710  |
| 2006       | 楽天       | 40    | 99    | 88    | 7     | 24    | 1        | 0        | 1        | 28    | 9     | 2     | 2        | 3     | 0     | 8     | 0     | 0     | 13    | 2        | .273  | .333     | .318     | .651  |
| 通算：18年 | 通算：18年 | 1505  | 5066  | 4564  | 648   | 1248  | 174      | 42       | 48       | 1650  | 363   | 234   | 92       | 106   | 26    | 344   | 16    | 26    | 700   | 62       | .273  | .326     | .362     | .688  |

- 各年度の太字はリーグ最高

### 年度別守備成績
| 年度 | 試合 | 企図数 | 盗塁刺 | 許盗塁 | 阻止率 |
| ---- | ---- | ------ | ------ | ------ | ------ |
| 1989 | 14   | 7      | 3      | 4      | .429   |

### タイトル
- 盗塁王：1回 （1992年）

### 表彰
- ベストナイン：1回 （外野手部門：1992年）
- ゴールデングラブ賞：7回 （外野手部門：1991年 - 1997年）
- JA全農Go・Go賞：2回 （好走塁賞：1995年4月、強肩賞：1995年9月）
- 日本シリーズ優秀選手賞：2回 （1992年、1993年）
- ゴールデンスピリット賞 （2002年）

### 記録
初記録
- 初出場：1989年4月12日、対中日ドラゴンズ2回戦（明治神宮野球場）、12回裏に杉浦享の代走で出場
- 初盗塁：1989年4月25日、対読売ジャイアンツ3回戦（明治神宮野球場）、10回裏に二盗（投手：鹿取義隆、捕手：中尾孝義）
- 初安打：1989年6月17日、対広島東洋カープ11回戦（前橋球場）、9回表に紀藤真琴から二塁打
- 初本塁打・初打点：1990年4月21日、対広島東洋カープ1回戦（広島市民球場）、5回表に笘篠賢治の代打で出場、川口和久からソロ
- 初先発出場：1990年4月24日、対横浜大洋ホエールズ3回戦（明治神宮野球場）、1番・二塁手で先発出場

節目の記録
- 1000試合出場：1998年8月25日、対広島東洋カープ22回戦（明治神宮野球場）、8回裏に土橋勝征の代走で出場 ※史上347人目（谷繁元信と同日達成）
- 1000本安打：1998年10月9日、対阪神タイガース27回戦（明治神宮野球場）、7回裏に中込伸から右中間二塁打 ※史上193人目
- 1500試合出場：2006年9月22日、対西武ライオンズ18回戦（フルキャストスタジアム宮城）、1番・中堅手で先発出場 ※史上148人目

その他の記録
- 外野手レンジファクター (RF/G)1位：3回 （1994年：2.50、1995年：2.47、1996年：2.53）[51]
- 初回先頭打者ランニング本塁打：1992年4月26日、対広島東洋カープ戦 ※史上4人目[52]
- オールスターゲーム出場：2回 （1992年、1993年）

### 背番号
- 58 （1987年 - 1990年）
- 2 （1991年 - 2006年）
- 85 （2007年 - 2011年）
- 88 （2012年 - 2013年）
- 78 （2015年 - 2019年）

## 関連情報

### 出演
- 「ニッポン放送ショウアップナイター」（2014年、ニッポン放送）
- BASEBALL CENTER（2014年、FOX SPORTS ジャパン）